# Hermann Gumbel

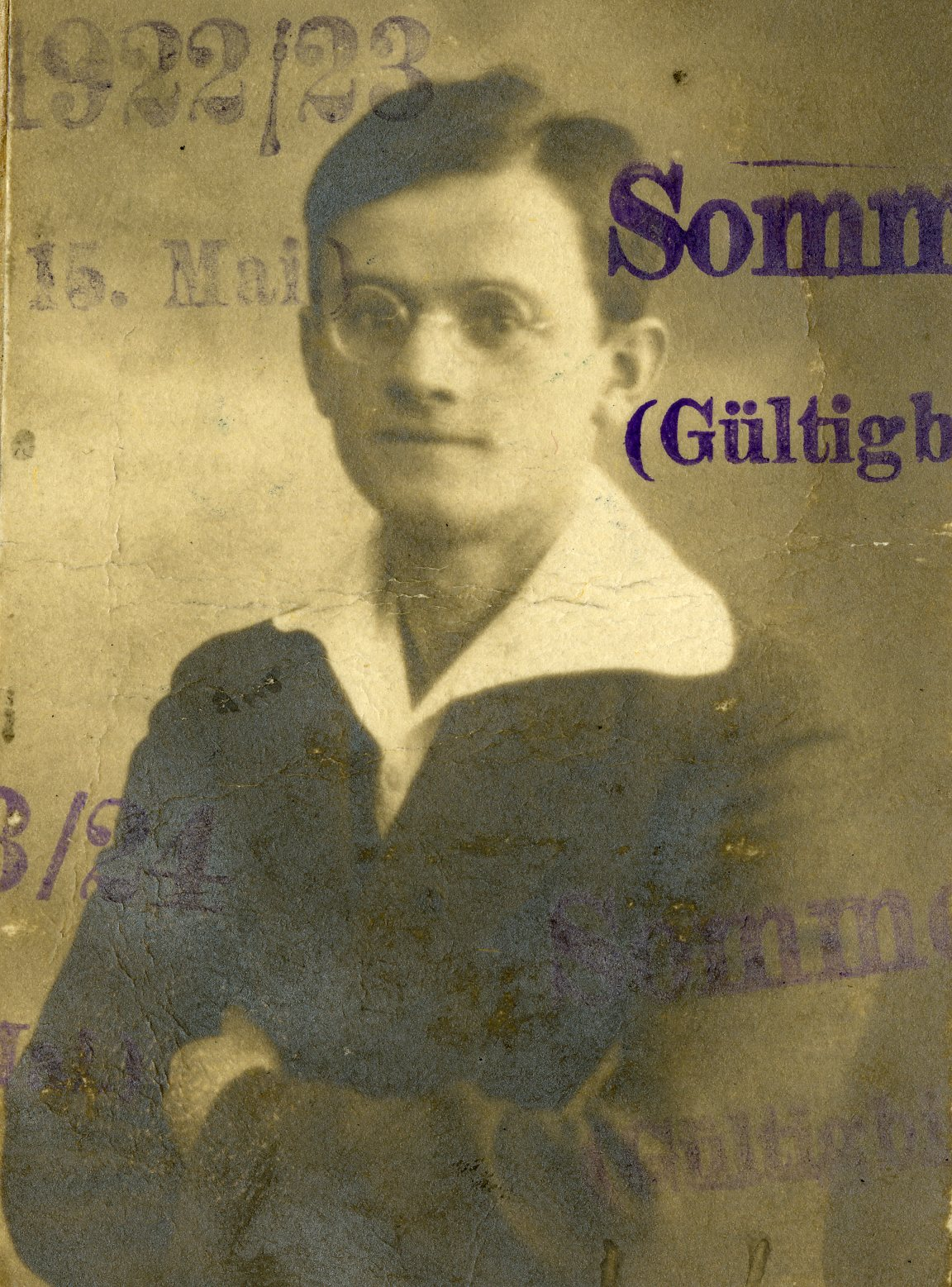
Hermann Gumbel 1920

Hermann Gumbel (* 30. November 1901 in Frankfurt am Main; † 11. Februar 1941 in Königsberg in Preußen) war ein deutscher Germanist und Historiker.

## Leben
Gumbel besuchte das Frankfurter Realgymnasium Musterschule. Er studierte ab 1920 an der Frankfurter Universität, wo er mit Ausnahme einer Reise nach Finnland und eines Semesters in München, das Studium der Germanistik und Kunstgeschichte bis hin zur Promotion 1924 bei Franz Schultz absolvierte. Im selben Jahr erhielt Hermann Gumbel eine Assistentenstelle. Nach seiner Habilitation 1928 lehrte Gumbel in Frankfurt als Privatdozent für Neuere deutsche Literaturgeschichte. Vom Wintersemester 1935/36 bis Wintersemester 1939/40 war Gumbel nichtbeamteter außerordentlicher Professor für Deutsche Philologie. Im Wintersemester 1938/39 vertrat er eine Professur in Jena und im darauffolgenden Wintersemester in Königsberg. 1940 wurde Gumbel ordentlicher Professor an der Albertus-Universität Königsberg.
Gumbel starb 1941 aufgrund einer "kurze[n], heftige[n] Krankheit".

## Verhältnis zum Nationalsozialismus
In einem Begleitschreiben zu einem Gutachten des Frankfurter NS-Dozentenbundes wurde Hermann Gumbel als "eindeutig nationalsozialistisch eingestellt" beschrieben und hervorgehoben, dass er das Fach im nationalsozialistischen Sinne betreibe. Letzteres scheint auch die Auflistung der Lehrveranstaltungen, die Gumbel in Frankfurt ab 1933 hielt zu belegen. Ein etwas differenzierteres Bild ergibt sich, wenn dazu etwa seine Lehrveranstaltungen und Forschungen vor 1933 betrachtet werden: Thomas Mann und Ricarda Huch passen weniger in ein nationalsozialistisches Forschungsprogramm. 

## Schriften (Auswahl)
- Ueber Grundlagen literarischer Stilkritik erläutert an den Prosawerken der Ricarda Huch. Frankfurt am Main, 1924.
- Nordische Volkslieder aus Finnland und Schweden. Frankfurt a. M.: M. Diesterweg, [1925].
- Alte Bauernschwänke. Jena: E. Diederichs, 1925.
- Alte Handwerkerschwänke. Jena: E. Diederichs, 1928.
- Deutsche Sonderrenaissance in deutscher Prosa. Frankfurt a. M.: M. Diesterweg, 1930.
- Das geistige Antlitz des Gegenwartsmenschen. Kassel: Neuwerk-Verl., 1931.
- Nordische Volkslieder aus Finnland und Schweden. Mit Erich Spohr. Frankfurt a. M.: Diesterweg, [1933], 2. Aufl.
- Deutsche Kultur vom Zeitalter der Mystik bis zur Gegenreformation. Potsdam: Athenaion, 1936.
- E. G. Kolbenheyer. Stuttgart: Truckenmüller, 1938.